# 1588 год в науке
В 1588 году произошли различные научные и технологические события, некоторые из которых представлены ниже.

## События
- Итальянский математик Пьетро Антонио Катальди обнаружил шестое и седьмое простые числа Мерсенна (следующие два удалось найти только двести лет спустя)[1].
- Тосканский герцог Фердинанд I Медичи назначил 24-летнего Галилея профессором математики в Пизанском университете.

## Публикации
- 7 октября  — Итальянский математик и поэт Бернардино Бальди подготовил первую биографию Николая Коперника[2].
- Тихо Браге: De mundi aetheri recentioribus phaenomenis.
- Иоахим Камерарий Младший: Hortus medicus[3].
- Агостино Рамелли: Le diverse et artificiose Machine del Capitano Agostino Ramelli, Dal Ponte Della Tresia Ingegniero del Christianissimo Re di Francia et di Pollonia.

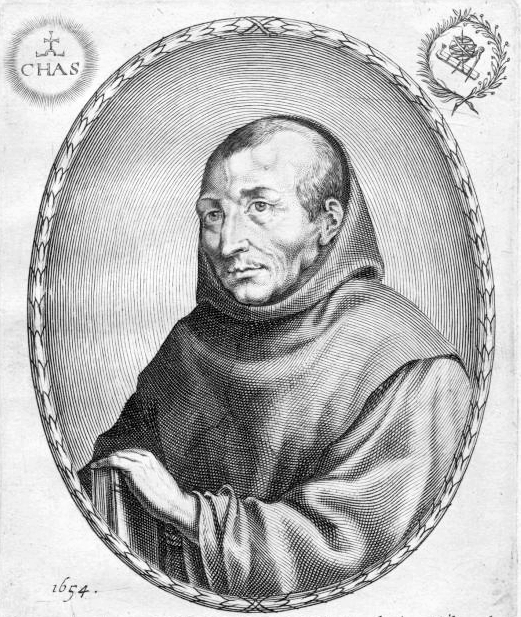
Марен Мерсенн

## Родились
См. также: Категория:Родившиеся в 1588 году
- 2 мая — Этьен Паскаль, французский юрист и математик-любитель, отец Блеза Паскаля (ум. в 1651 году).
- 13 мая — Оле Ворм, датский врач-эмбриолог и натуралист (ум. в 1655 году).
- 8 сентября — Марен Мерсенн, французский математик, координатор европейской математики первой половины XVII века (ум. в 1648 году).
- 10 декабря — Исаак Бекман,  голландский механик, математик и натурфилософ (ум. в 1637 году).
- Кассиано Даль Поццо, итальянский учёный и меценат, историк античного Рима (ум. в 1657 году).
- Ян Янсон, голландский картограф (ум. в 1664 году).

## Скончались
См. также: Категория:Умершие в 1588 году
- 24 февраля — Иоганн Вейер, голландский врач и оккультист, ученик Агриппы Неттесгеймского, активный противник «охоты на ведьм» (род. в 1515 году).
- 1 марта — Жак Далешан, французский врач и ботаник (род. в 1513 году).
- 10 марта — Теодор Цвингер, швейцарский врач (род. в 1533 году).
- 5 мая — Джорджо Бландрата, итальянский врач (род. в 1515 году).
- 2 октября —  Бернардино Телезио, итальянский философ и натуралист, враг схоластики (род. в 1509 году).
- Хуан Уарте, испанский врач и философ, учитель и вдохновитель Фрэнсиса Бэкона и Баруха Спинозы (род. в 1529 году).